# Markdorf
Markdorf is een plaats in de Duitse deelstaat Baden-Württemberg, gelegen in het Bodenseekreis. De stad telt 14.156 inwoners.

## Geografie
Markdorf heeft een oppervlakte van 40,92 km² en ligt in het zuidwesten van Duitsland. De stad ligt naast de Gehrenberg.

## Geboren
- Veronika Hürlimann (1891-1975), Zwitserse cinema-onderneemster[2]

## Galerij

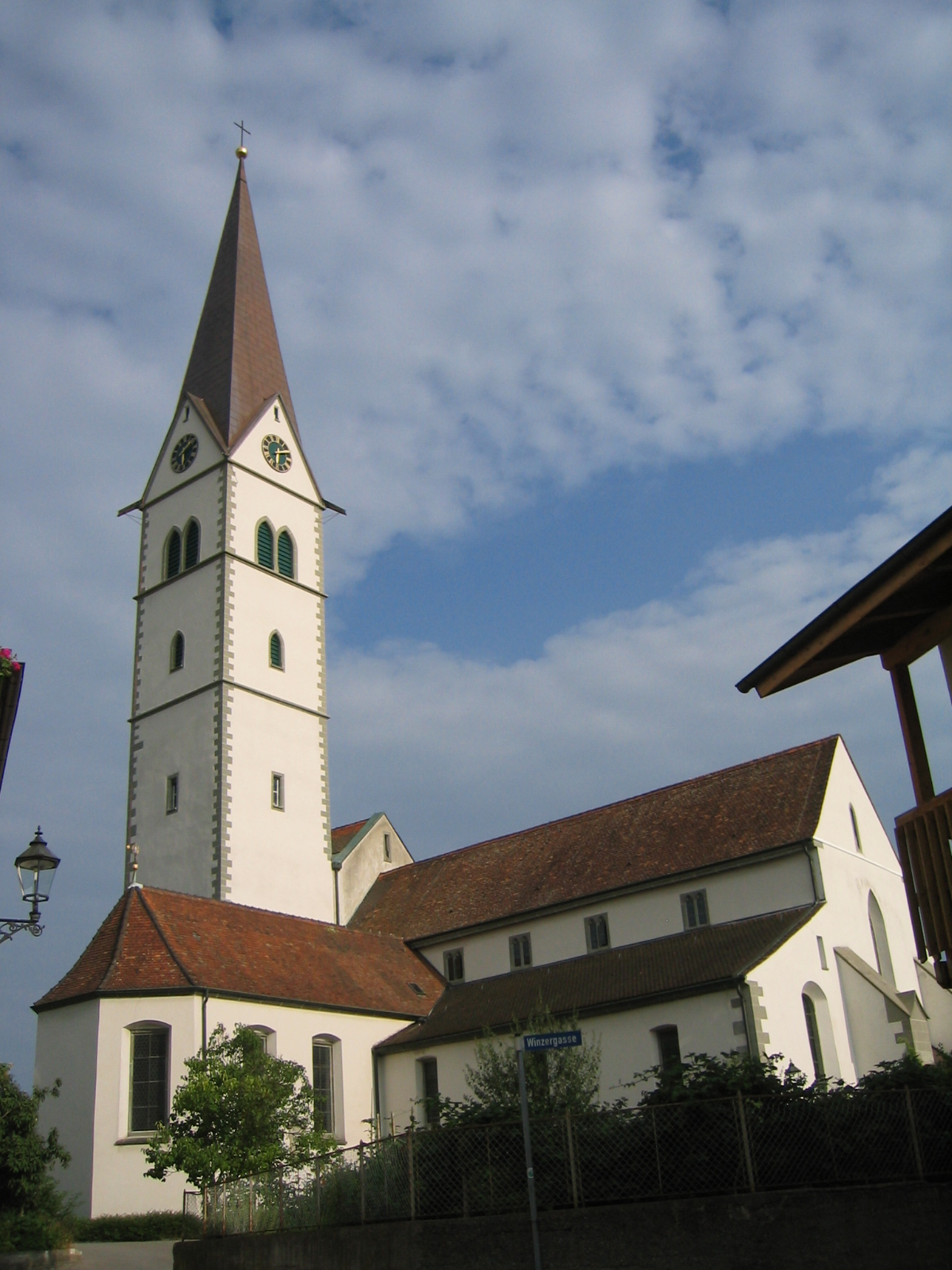
St. Nikolaus
Hexenturm

- Gemeinsame Normdatei: 4037582-1
- Library of Congress Control Number: n85064017
- MusicBrainz: fa0294de-c65d-49fb-8dcb-ca44356e7b50
- Nationale Bibliotheek van Israël: 987007567158405171
- Virtual International Authority File: 134348488
- WorldCat: E39PBJjCWm8YDwxy4YCYwYfwmd

Bermatingen ·
Daisendorf ·
Deggenhausertal ·
Eriskirch ·
Frickingen ·
Friedrichshafen ·
Hagnau am Bodensee ·
Heiligenberg ·
Immenstaad am Bodensee ·
Kressbronn am Bodensee ·
Langenargen ·
Markdorf ·
Meckenbeuren ·
Meersburg ·
Neukirch ·
Oberteuringen ·
Owingen ·
Salem ·
Sipplingen ·
Stetten ·
Tettnang ·
Überlingen ·
Uhldingen-Mühlhofen